# Veliki kazuar
Veliki kazuar, australijski kazuar ili južni kazuar (lat. Casuarius casuarius) je vrsta ptice neletačice iz porodice kazuara. Najveća je vrsta kazuara i jedina koja ima dvije kreste na vratu. Srodnici su mu emu, noj i nandui. Živi u sjeveroistočnoj Australiji, Novoj Gvineji i Indoneziji. Žive prvenstveno u nizinskim kišnim šumama, obično niže od 1100 metara nadmorske visine, a povremeno se nalazi u šumama eukaliptusa, savanama i močvarama.  

## Opis
Australijski kazuar je velika ptica dugih, snažnih nogu prilagođenih za trčanje, s kandžama dugim do 12 cm. Tijelo je pokriveno tamno-smeđim ili crnim perjem koje ima oblik dlake pa sliči na gustu, grubu kosu. Na vratu i glavi  nema perja, pa su ti dijelovi tijela plave i crvene boje. Na glavi se nalazi i veliki koštani izraštaj koji je pokriven rožnatom tvari i u obliku je kacige. Na stopalu nalaze se tri prsta na kojima su oštre kandže. Najveća je duga 12 centimetara.
Krila su vrlo mala, zakržljala i na njima se nalaze primarna perja u obliku pet ili šest dugih bijelih bodlji. Maksimalna težina je oko 85 kilograma, a visina 190 centimetara. Prosječna visina je 127-170 cm. Ženke su teške do 59 kg. Krupnije su od mužjaka koji su težine od 29 do 34 kg. 
Životni vijek u prirodnom staništu nije poznat, ali zna se da u zatočeništvu doživi 20-40 godina života.

## Ponašanje
Ima zakržljala krila, pa ne može letjeti. Stoga se oslanja na snažne noge koje služe za kretanje i obranu. Može biti gotovo nečujan dok se polako seli i kreće kroz šumu. Kada se uznemiri, trči brzinom koja dostiže skoro 50 km/h, krčeći kacigom put kroz gustu vegetaciju. Jako je dobar plivač i skakač.
Usamljena je i stidljiva ptica, a može biti i jako agresivan. Povremeno napada ljude koristeći se dugačkim kandžama na prstima nogu kao noževima. Kao usamljena životinja svoje stanište žestoko brani od uljeza. Tada proizvodi vrlo duboke glasove koji sliče na riku i može se čuti sa značajne udaljenosti. Ne zna se točno koliki teritorij obuhvaća jedan veliki kazuar, ali se pretpostavlja da se svakako radi o prilično velikom području. Aktivan je danju, dnevna je životinja.

### Razmnožavanje
Ženka je poliandrična,  pare se s dva do tri mužjaka tijekom sezone parenja, koja se događa u kasnu zimu ili u proljeće. Udvaranje mužjaka sastoji se od proizvodnje glasova koji liče na zviždanje. Kada privuče ženku, mužjak pleše oko nje i zatim je odvode nedaleko od gnijezda gde se pare. Ženke postavljaju 3-5 (obično 4) svijetlo zelenih jaja, dimenzija 138x95 milimetara. Jaja inkubiraju  isključivo mužjaci. Poslije toga ženka napušta gnijezdo napravljeno od zeljastih materijala, i odlazi u potragu za drugim mužjakom s kojim će se pariti. Inkubacija jaja traje 47 do 61 dana, a nakon izlijeganja mladi ostaju s mužjakom sve dok se, poslije 9 meseci, ne osamostale. Spolnu zrelost dostižu za oko 3 godine. 

### Prehrana
Pretežito se hrani biljnom hranom, plodovima koji rastu u vrsti šume u kojoj žive. Ne može letjeti, pa se mora zadovoljiti plodovima koje skuplja sa zemlje. Analiza izmeta pokazala je da se najčešće radi o plodovima biljaka iz porodice lovorovki (Laureaceae) i vrstama Davidsonia pruriens i Acemena divaricata.
Osim plodova, hrani se i kukcima, sitnim kralježnjacima (sisavci, vodozemci, gmazovi) i beskralježnjaci]ma (člankovite gliste) i gljivama. 
Nije poznato da veliki kazuar ima grabežljivce.